# Земо-Чибати
Земо-Чибати (груз. ზემო ჩიბათი) — село в Грузии, на территории Ланчхутского муниципалитета края (мхаре) Гурия.

## География
Село находится в западной части Грузии, на расстоянии приблизительно 3 километров (по прямой) к западу от города Ланчхути, административного центра муниципалитета. Абсолютная высота — 43 метра над уровнем моря.

## Население
По результатам официальной переписи населения 2014 года, в Земо-Чибати проживало 300 человек (158 мужчин и 142 женщины). В национальной структуре населения грузины составляли 99,3 %, русские — 0,7 %.
| Год  | Население, человек |
| ---- | ------------------ |
| 2002 | 406                |
| 2014 | ↘ 300              |